# 顯普獵蝽
顯普獵蝽（学名：Oncocephalus notatus）为獵蝽科普獵蝽屬下的一个种。